# Эворон
Эворо́н — реликтовое пресноводное озеро, расположенное в Солнечном районе Хабаровского края, в пределах Эворон-Чукчагирской низменности, примерно в 90 км к северу от города Комсомольск-на-Амуре. К северу от озера Эворон находится озеро Чукчагирское.
Относится к подпруженным водоёмам на выположенной аллювиальной равнине с вкраплениями холмообразных останцевых элементов и аллювиальные гривы. Имеет форму неправильного овала вытянутого в направлении юг — север. Площадь озера 194 км², водосборная площадь — 5670 км². Глубина 2—3 метра. Западные и южные берега высокие, покрытые лесом, остальные берега низменные, заболоченные. Питание дождевое и снеговое. На весну и начало лета приходятся высшие уровни. Замерзает в конце октября — начале ноября; вскрывается в мае. Зимой озеро сильно мелеет и большая часть его акватории промерзает.
В озеро Эворон впадает восемь рек (Эвур, Ольгака, Начанна и др.), вытекает река Девятка (левый приток реки Горин). Небольшие острова расположились у южного (остров Аккекта) и восточного берега.
По берегам озера гнездовья серого гуся, серой цапли, кроме того здесь замечены скопа, орлан-белохвост, белоплечий орлан, беркут и дальневосточный кроншнеп. Важный узел на пути сезонной миграции перелётных птиц.
Ведётся промысел рыбы. Из Амура заходят чебак, сазан, сом, щука, обитает карась.
Коренное население окрестностей озера — нанайцы. Одно из древнейших поселений этого народа — село Кондон расположено ниже по течению реки Девятка.